# Samson (nouvelle)
Samson est une nouvelle de Marcel Aymé, parue à Paris en 1945.

## Historique
Samson paraît dans le quatrième cahier de La Table ronde à Paris en novembre 1945.

## Résumé
Dans sa prison de Gaza, Samson, dont les cheveux commencent à repousser,  raconte à son compagnon de meule son histoire...

## Éditions
- 1987 - in  La Fille du shérif, Librairie Gallimard, Collection blanche, Éditions de la Nouvelle Revue Française
- 2001 - in Œuvres romanesques complètes, volume III, Gallimard (Bibliothèque de la Pléiade), Bibliothèque de la Pléiade, Édition publiée sous la direction de Michel Lécureur,  (ISBN 2-07-011473-2)